# Distretto di Pak Beng
Il distretto di Pak Beng è uno dei sette distretti (mueang) della provincia di Oudomxay, nel Laos. Ha come capoluogo la città di Pak Beng.